# Loboscelidia barbata
Loboscelidia barbata (лат. ) — вид ос-блестянок рода Loboscelidia из подсемейства Loboscelidiinae (Chrysididae). Юго-Восточная Азия: северный и центральный Вьетнам.

## Описание
Мелкие осы-блестянки (длина 3,8—5,2 мм). Тело красновато-коричневое до черновато-коричневого; усики и ноги черновато-коричневые; фланцы ног желтовато-коричневые; лентовидные волоски беловато-желтые. От близких видов отличается следующими признаками: скапус почти в 3,0 раза длиннее ширины; присутствует скробальная бороздка; нижние части щеки, а также пронотум и ноги с чешуевидными волосками. Усики прикрепляются горизонтально на носовом фронтальном выступе. Голова сзади переходит в шееподобный выступ, покрытый щетинками. Тегулы очень крупные, покрывают основания крыльев. В передних крыльях отсутствуют стигма, костальная и субкостальная жилки. Предположительно, как и другие виды своего рода, паразитоиды, в качестве хозяев используют яйца палочников (Phasmatodea). Вид был впервые описан в 2023 году японскими гименоптерологами Yu Hisasue и Toshiharu Mita (Entomological Laboratory, Университет Кюсю, Фукуока, Япония) и вьетнамским энтомологом Thai-Hong Pham (Mientrung Institute for Scientific Research, Вьетнамская академия наук и технологий (VAST), Хюэ, Вьетнам).